# Lista do Patrimônio Mundial no Chile
A Organização das Nações Unidas para a Educação, a Ciência e a Cultura (UNESCO) propôs um plano de proteção aos bens culturais do mundo, através do Comité sobre a Proteção do Património Mundial Cultural e Natural, aprovado em 1972. Esta é uma lista do Patrimônio Mundial existente no Chile, especificamente classificada pela UNESCO e elaborada de acordo com dez principais critérios cujos pontos são julgados por especialistas na área. O Chile, país da América do Sul de relevante legado andino, ratificou a convenção em 20 de fevereiro de 1980, tornando seus locais históricos elegíveis para inclusão na lista.
O sítio Parque Nacional Rapa Nui foi o primeiro local do Chile incluído na lista do Patrimônio Mundial da UNESCO por ocasião da 19.ª Sessão do Comitè do Património Mundial, realizada em Berlim (Alemanha) em 1995. Desde a mais recente adesão à lista, o Chile totaliza 7 sítios classificados como Patrimônio da Humanidade, sendo todos eles de classificação Cultural. 

## Bens culturais e naturais
O Chile conta atualmente com os seguintes lugares declarados como Patrimônio da Humanidade pela UNESCO:
| | Parque Nacional Rapa Nui |
| Bem cultural inscrito em 1995. |                          |
| Localização: Valparaíso |                          |
| Rapa Nui/Ilha de Páscoa – oferece o testemunho de um fenômeno cultural único no mundo. Instalada nesta ilha por volta do ano 300 d.C., uma sociedade de origem polinésia criou, independentemente de qualquer influência externa, grandes formas arquitetônicas e escultóricas dotadas de grande força, imaginação e originalidade. Do século X ao XVI, construiu santuários e esculpiu inúmeros "moai", gigantescos personagens de pedra que formam uma paisagem cultural inigualável e hoje fascinam o mundo inteiro. (UNESCO/BPI) |                          |

| | Igrejas de Chiloé |
| Bem cultural inscrito em 2000. |                   |
| Localização: Los Lagos |                   |
| Construídas inteiramente em madeira, as igrejas de Chiloé constituem um exemplo único de arquitetura religiosa na América Latina. Eles são representativos de uma tradição arquitetônica iniciada por pregadores itinerantes jesuítas nos séculos XVII e XVIII. Depois de ser continuada e enriquecida pelos franciscanos no século XIX, esta tradição ainda vive hoje. Além de ilustrar a riqueza cultural do arquipélago de Chiloé, essas igrejas testemunham a bem-sucedida fusão da cultura e técnicas indígenas com as europeias, a perfeita harmonização de sua arquitetura com a paisagem e o ambiente físico e a continuidade duradoura dos valores espirituais. comunidades insulares. (UNESCO/BPI) |                   |

| | Bairro Histórico da Cidade Portuária de Valparaíso |
| Bem cultural inscrito em 2003. |                                                    |
| Localização: Valparaíso |                                                    |
| A cidade colonial de Valparaíso constitui um notável exemplo do desenvolvimento urbano e arquitetônico da América Latina no final do século XIX. Enquadrada num sítio natural em forma de anfiteatro, a cidade caracteriza-se por um tecido urbano tradicional especialmente adaptado às colinas envolventes, que contrasta com o traçado geométrico utilizado em terreno plano. Na sua paisagem urbana, dotada de unidade formal, destaca-se uma grande variedade de torres sineiras de igrejas. A cidade preservou estruturas interessantes do início da era industrial como, por exemplo, os variados funiculares que sobem as encostas íngremes das colinas. (UNESCO/BPI) |                                                    |

| | Fábricas de Nitrato do Chile de Humberstone e Santa Laura |
| Bem cultural inscrito em 2005. |                                                           |
| Localização: Tarapacá |                                                           |
| As fábricas de Humberstone e Santa Laura têm um total de 200 locais de extração de nitrato, onde viviam trabalhadores do Chile, Peru e Bolívia agrupados em acampamentos de mineradores. Aqui eles forjaram a cultura comunitária específica dos pampianos, caracterizada por sua criatividade, a riqueza de sua expressão linguística, os laços de solidariedade entre seus membros e sua luta pioneira por justiça social, que deixaria uma marca profunda na história dos movimentos sociais . Milhares de pampianos acorreram a estes e outros salitreiros instalados no deserto dos Pampas – uma das áreas mais secas do planeta e mais hostis ao ser humano – desde 1880 para viver e trabalhar ali por sessenta anos, a fim de extrair nitrato de sódio do maior depósito de salitre do mundo, fertilizante que transformou a agricultura nas duas Américas e na Europa, proporcionando ao Chile uma riqueza considerável. (UNESCO/BPI) |                                                           |

| | Aldeia Mineira de Sewell |
| Bem cultural inscrito em 2006. |                          |
| Localização: O'Higgins |                          |
| Localizada a 60 km a leste de Rancagua, a mais de 2.000 metros de altitude, na cordilheira dos Andes, a cidade mineira de Sewell foi construída pela empresa Braden Copper no início do século XX para abrigar os trabalhadores da mina El Teniente, que logo se tornaria a maior mina subterrânea de cobre do mundo. Sewell é um exemplo notável das cidades construídas por empresas industriais, que surgiram em muitos cantos remotos do planeta como resultado da fusão entre a mão-de-obra local e os recursos técnicos e financeiros de algumas nações industrializadas, visando a exploração de jazidas minerais e transformação de valiosos recursos naturais. Construída em uma encosta íngreme demais para veículos com rodas, Sewell foi estruturada em torno de uma grande escadaria central que se elevava da estação ferroviária. Ao longo do seu percurso, esta escadaria demarcava pequenas praças de configuração irregular, adornadas com árvores e plantas, que constituíam o principal espaço público urbano. Os edifícios que ladeiam as ruas são feitos de madeira e muitas vezes pintados em uma variedade de cores vivas: verde, amarelo, vermelho e azul. A cidade mineira foi abandonada pela grande maioria de seus habitantes na década de 1970, mas no seu auge possuía 15.000 habitantes. (UNESCO/BPI) |                          |

| | Qhapaq Ñan, Caminhos Incas |
| Bem cultural inscrito em 2014. |                            |
| Este bem é compartilhado com: Argentina, Bolívia, Colômbia, Equador e Peru. |                            |
| Localização: Arica e Parinacota / Atacama / Antofagasta |                            |
| Constitui uma vasta rede viária de cerca de 30.000 quilômetros construída ao longo de vários séculos pelos incas - aproveitando em parte infraestruturas pré-incaicas já existentes - visando facilitar a comunicação, o transporte e o comércio e também com finalidade defensiva. Este extraordinário sistema de estradas se estende por uma das zonas geográficas mais contrastantes do mundo, desde os picos nevados dos Andes que se erguem a mais de 6.000 metros de altitude até a Costa do Pacífico, passando por florestas tropicais úmidas, vales férteis e desertos absolutos. (UNESCO/BPI) |                            |

| | Assentamento e mumificação artificial da cultura Chinchorro na região de Arica e Parinacota |
| Bem cultural inscrito em 2021. |                                                                                             |
| Localização: Arica e Parinacota |                                                                                             |
| O sítio é composto por três componentes: Faldeo Norte del Morro de Arica, Colón 10, ambos na cidade de Arica, e Desembocadura de Camarones, em um ambiente rural cerca de 100 km mais ao sul. Tomados em conjunto, eles testemunham uma cultura de caçadores-coletores marinhos que residiam na árida e hostil costa norte do deserto de Atacama, no extremo norte do Chile, desde cerca de 5450 aC. até 890 aC O local apresenta a mais antiga evidência arqueológica conhecida de mumificação artificial de corpos com cemitérios contendo corpos mumificados artificialmente e alguns que foram preservados devido às condições ambientais. Com o tempo, os Chinchorro aperfeiçoaram práticas funerárias complexas, desmembrando e remontando sistematicamente os corpos de homens, mulheres e crianças falecidos de todo o espectro social para criar múmias “artificiais”. Estes possuíam qualidades materiais, esculturais e estéticas que deveriam refletir o papel fundamental dos mortos na sociedade chinchorro. No local foram encontrados utensílios feitos com materiais minerais e vegetais, bem como simples instrumentos de ossos e conchas que permitiram a exploração intensiva dos recursos marinhos, o que constitui um testemunho único da complexa espiritualidade da cultura Chinchorro. (UNESCO/BPI) |                                                                                             |

## Lista Indicativa
Em adição aos sítios inscritos na Lista do Patrimônio Mundial, os Estados-membros podem manter uma lista de sítios que pretendam nomear para a Lista de Patrimônio Mundial, sendo somente aceitas as candidaturas de locais que já constarem desta lista. Desde 2017, o Chile possui 17 locais na sua Lista Indicativa.
| Sítio                | Imagem | Localização | Ano  | Dados UNESCO                   | Descrição |
| -------------------- | ------ | ----------- | ---- | ------------------------------ | --- |
| Ayquina e Toconce    |        | Antofagasta | 1998 | Cultural: (ii)(iii)(iv)(v)(vi) | Esta candidatura corresponde a uma área de povoamento tradicional andino caracterizada por pequenas cidades e aldeias de uma economia baseada em fortes laços de reciprocidade e troca. Esta economia agropastoril baseia-se na criação tradicional de Camelidae e no cultivo de uma grande variedade de hortícolas em terraços.                                      |
| Palácio de La Moneda |        | Santiago    | 1998 | Cultural: (ii)(iii)(iv)(v)     | O entorno de La Moneda passou por uma importante remodelação a partir de 1930, que revitalizou sua fachada sul, criou as praças em ambas as fachadas e cercou o palácio com edifícios austeros para abrigar instituições públicas. A última grande restauração do edifício foi motivada pela dolorosa destruição que sofreu em consequência do golpe militar de 1973. |